# Гетто в Долгиново (Вилейский район)
Гетто в Долги́ново (лето 1941 — 5 июня 1942) — еврейское гетто, место принудительного переселения евреев деревни Долгиново Вилейского района Минской области и близлежащих населённых пунктов в процессе преследования и уничтожения евреев во время оккупации территории Белоруссии войсками нацистской Германии в период Второй мировой войны.

## Оккупация Долгиново и создание гетто
Перед войной в деревне Долгиново из 5000 жителей более 3000 составляли евреи.
Долгиново было оккупировано с опозданием, потому что немецкие войска, осуществляя план блицкрига, не стали терять времени и обошли эту деревню стороной. Однако ещё до прихода немцев в местечко пришли литовские и латышские полицаи, которые, реализуя нацистскую программу уничтожения евреев, установили там режим террора и осенью 1941 года согнали евреев в огороженное гетто, которое организовали на улице Борисовской.

## Уничтожение гетто
12 (1) апреля 1942 года в Долгиново были расстреляны около 900 (800) евреев. Накануне ночью силами неустановленной немецкой воинской части гетто было окружено, многих узников убивали прямо на улицах, часть трудоспособных отобрали, а остальных расстреляли в хлеву и тела сожгли.
В период с марта по май 1942 года, в рамках программы уничтожения евреев, в ходе трех «акций» (таким эвфемизмом нацисты называли организованные ими массовые убийства) в местечке были убиты ещё около 2000 евреев, из которых 1200 человек сожгли заживо в сарае.

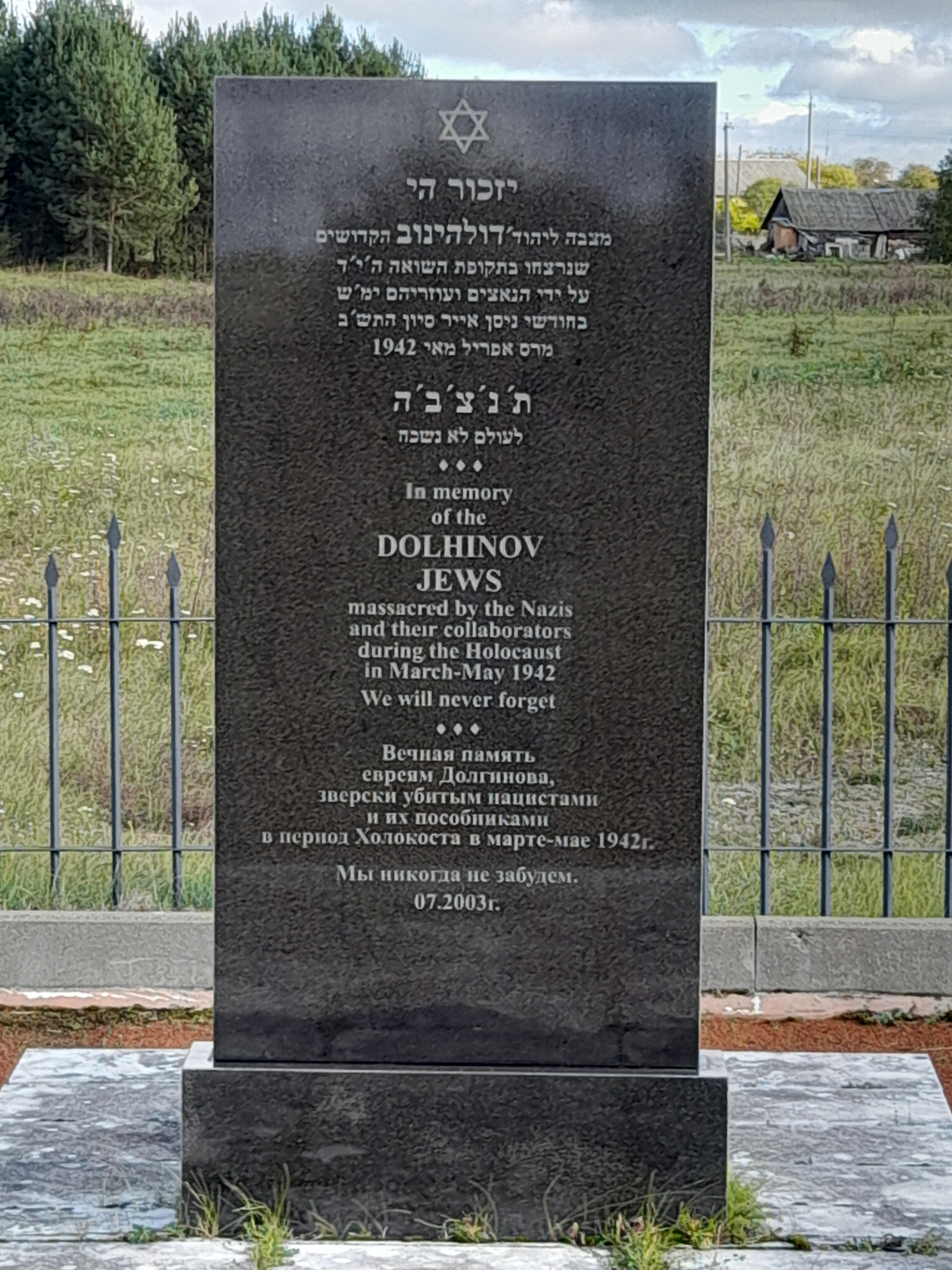

Последнее массовое убийство евреев в Долгиново произошло 5 июня 1942 года, когда были расстреляны все оставшиеся евреи, а сама деревня уничтожена. По другим свидетельствам, в начале июня 1942 года из около 2000 оставшихся евреев Долгиново (практически только женщины и дети) отобрали и убили около 1000 (2000) нетрудоспособных. Тела убитых облили бензином и сожгли. В расстреле участвовали также и солдаты вермахта. Отобранных трудоспособных евреев передали «Организации Тодта» и войсковым частям.
Уцелевших долгиновских евреев, около 100 человек, пригнали в Кривичи. Над измождёнными, разутыми и раздетыми людьми немцы и полицаи безжалостно издевались — заставили ползать на четвереньках, танцевать, чистить отхожие места голыми руками, наслаждаясь страданиями обреченных людей.

## Случаи спасения и «Праведники народов мира»
Весной 1942 года управляющий имением Каролины Цыбульский выпросил у немецкого коменданта под свою личную ответственность пять еврейских семей специалистов-ремесленников из гетто Долгиново (более 30 человек) якобы для немецкого государственного хозяйства, и дал им возможность уйти в лес к партизанам.
Николай Киселёв с товарищами-партизанами спас из гетто Долгиново и других близлежащих местечек более 200 белорусских евреев (в основном стариков, женщин и детей), выведя их через линию фронта осенью 1942 года. О его подвиге в 2008 году был снят документальный фильм «Список Киселёва» (по аналогии со «Списком Шиндлера»). Музей истории и культуры евреев Беларуси представил документы об этом спасении в Комиссию по присуждению звания «Праведник народов мира» при мемориальном музее Яд-Вашем в Иерусалиме, и почетное звание было присуждено Николаю Киселёву посмертно «в знак глубочайшей признательности за помощь, оказанную еврейскому народу в годы Второй мировой войны». Спустя 65 лет после произошедших событий земляки Н. Киселёва увековечили его подвиг, назвав улицу в Долгиново его именем. Оставшиеся в живых из того рейда и их потомки каждый год 5 июня (день последнего массового расстрела в Долгиново в 1942 году) собираются в Израиле на встречу памяти.
Под Долгиново, с помощью командира отряда «Народный мститель» Тимчука И. М., активно действовали еврейские партизаны — бывшие узники Долгиновского гетто. Среди множества операций против нацистов они, в том числе, в ноябре 1942 года участвовали в уничтожении немецкого гарнизона в Мяделе, где освободили евреев из гетто.

## Память
Жертвам геноцида евреев в Долгиново установлен памятник.
Опубликованы неполные списки убитых евреев Долгиново.